# Borough Market

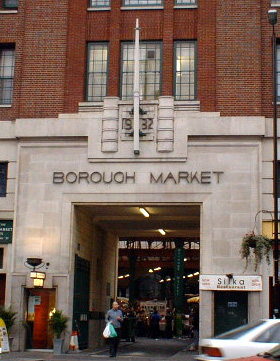
Entrada principal del Borough Market

El Borough Market es un mercado mayorista y minorista de alimentos situado en Southwark, Londres, Reino Unido. Se encuentra en la ribera sur del Támesis, en el extremo meridional del puente de Londres, junto a la catedral de Southwark. Es uno de los mercados más grandes y más antiguos de Londres.
El 3 de junio de 2017, Khuram Shazad Butt, Rachid Redouane y Yusef Zaghba provocaron un atentado en Londres al atropellar a numerosos viandantes en el puente de Londres y luego acuchillar a otras muchas personas en el mercado.